# Benoît Daeninck
Benoît Daeninck (Provins, 27 december 1981) is een Frans voormalig wielrenner.

## Palmares

### Strandrace
| Seizoen   | EK  | FK   | Overige     | Totaal aantal zeges |
| --------- | --- | ---- | ----------- | ------------------- |
| 2017-2018 | DNS | Goud | Bredene Duo | 2                   |
| 2018-2019 | 87e | Goud | De Panne    | 2                   |

### Baanwielrennen
| Jaar  | FK                                              | EK    | WK    | OS    | WB    | Overig |
| Elite | Elite                                           | Elite | Elite | Elite | Elite | Elite  |
| ----- | ----------------------------------------------- | ----- | ----- | ----- | ----- | ------ |
| 2001  | ploegenachtervolging                            |       |       |       |       |        |
| 2002  |                                                 |       |       |       |       |        |
| 2003  |                                                 |       |       |       |       |        |
| 2004  |                                                 |       |       |       |       |        |
| 2005  | stayeren · ploegkoers                           |       |       |       |       |        |
| 2006  | stayeren                                        |       |       |       |       |        |
| 2007  | puntenkoers · achtervolging                     |       |       |       |       |        |
| 2008  |                                                 |       |       |       |       |        |
| 2009  | puntenkoers                                     |       |       |       |       |        |
| 2010  | ploegenachtervolging · ploegkoers · puntenkoers |       |       |       |       |        |
| 2011  | ploegenachtervolging · puntenkoers · stayeren   |       |       |       |       |        |
| 2012  | puntenkoers · stayeren                          |       |       |       |       |        |
| 2013  | stayeren · puntenkoers · ploegenachtervolging   |       |       |       |       |        |
| 2014  | ploegkoers · ploegenachtervolging               |       |       |       |       |        |
| 2015  |                                                 |       |       |       |       |        |
| 2016  | ploegenachtervolging · stayeren                 |       |       |       |       |        |

### Wegwielrennen
2006
GP des Marbriers
2007
GP de Lillers
3e etappe Ronde de l'Oise
proloog en 7e etappe Ronde van Guadeloupe
2009
7e etappe Ronde van Normandië
1e etappe Circuit des Ardennes
3e etappe Boucles de la Mayenne
2010
GP de Lillers
3e etappe Ronde van Bretagne
2012
Ronde pévéloise-GP de Pont-à-Marcq
2013
GP de Lillers
Ronde pévéloise-GP de Pont-à-Marcq
GP des Marbriers
2014
Ronde pévéloise-GP de Pont-à-Marcq